# イヴァン・フィチェフ
イヴァン・フィチェフ（Иван Фичев；1858年4月15日 - 1931年11月18日）は、ブルガリアの軍人。中将。
ヴェリコ・タルノヴォ出身。1882年、ソフィアの軍事学校、1898年、トゥリンの軍事アカデミーを卒業。1910年～1914年、ブルガリア軍参謀総長を務め、1912年～1913年のバルカン戦争でブルガリア軍を指揮。
1914年9月1日から1915年8月6日まで国防相となり、戦争準備を指導した。
「戦術」（1894年）、「戦史とその研究方法」等の著作がある。